# Max Raoul
François Chapais, dit Max Raoul ou Vandière, né à Rouen le 1er février 1783 et mort aux Batignolles le 5 mars 1839, est un auteur dramatique français.

## Biographie
Ancien employé des douanes de Rouen, ses pièces ont été représentées sur les plus grandes scènes parisiennes du XIXe siècle : Théâtre du Palais-Royal, Théâtre du Gymnase-Dramatique, Théâtre du Vaudeville, etc.

## Œuvres
- La Voix du parterre, 1804
- L'Original et la Copie, contes, 1817
- L'Amant bossu, comédie-vaudeville en 1 acte, avec Eugène Scribe et Mélesville, 1821
- Recette pour marier sa fille, comédie-vaudeville en 1 acte, avec Mélesville, 1827
- Une affaire d'honneur, comédie-vaudeville en un acte, 1832
- La Prise de voile, drame en 2 actes, mêlé de chants, 1832
- Le Château d'Urtuby, opéra-comique en un acte, avec de Lurieu et Henri-Montan Berton, 1834
- Dolly ou le Cœur d'une femme, drame en trois actes, avec Thomas Sauvage et Gabriel de Lurieu, 1835
- Mme de Brienne, drame en deux actes, avec Déaddé Saint-Yves, 1839